# Gustavo Tabares
Gustavo Tabares (Montevideo, 12 de noviembre de 1968) es un artista visual, docente de arte, gestor cultural y curador uruguayo.

## Biografía
De formación autodidacta aunque estudió con Hugo Longa, Rimer Cardillo y Carlos Capelán y asistió brevemente a la Escuela Nacional de Bellas Artes. 
Su obra abarca dibujo, pintura, escultura, instalaciones, performance, video y arte sonoro. Se reconoce a sí mismo ecléctico y lo refleja en su trabajo en diversos medios donde la simbología de los íconos de la cultura popular se entrecruzan con temas políticos y de la historia nacional de su país.
Desde 1990 ha expuesto individualmente así como participado en proyectos colectivos, y ha realizado más de 40 curadurías de arte contemporáneo en Uruguay. Recibió el Premio Paul Cézanne y el Premio Salón Municipal (1992), fue diseñador de montaje del envío oficial de Uruguay en la Bienal de Venecia (2009) y Director Artístico de la Bienal de Montevideo (2012).
Entre 2005 y 2018 dirigió la galería de arte contemporáneo y centro cultural Marte en Montevideo. Entre 2006 y 2012 se desempeñó como coordinador de artes visuales de la Dirección de Cultura del Ministerio de Educación y Cultura de Uruguay.
En 2015 expuso en el Pabellón de América Latina de la Bienal de Venecia con curaduría de Alfons Hug, el mismo año expuso en la Bienal del Mercosur y la Bienal de Curitiva, en la Bienal de Asunción, Paraguay y en la Bienal de Artes Mediales, Santiago, Chile. En 2014 participó en la Bienal de Montevideo, Uruguay.
En 2019 el Museo Nacional de Artes Visuales realizó una antología con obras creadas en los 30 años de actividad del artista, curada por Manuel Neves.

## Exposiciones individuales
- 2019, Tabares, 30 años y una antología. Museo Nacional de Artes Visuales, Montevideo
- 2019, Tabares, dibujos y collages 2003-2013. Diana Saravia Contemporay Art, Montevideo.
- 2017, Charrúa. Museu de Arte Contemporánea do Rio Grande do Sul, Brasil.
- 2017, Mestizo. Jabutipê. Porto Alegre.
- 2016, Charrúa. Museo Es Balard di Art Moderno et Contemporari. Palma, Mallorca.
- 2016, Mestizo. Galería Addaya Centre di Art Cotemporari, Alaró, Mallorca.
- 2016, Charrúa. Museo de Arte Precolombino e Indígena MAPI.
- 2016, Genocidio. Galería Del Paseo, Manantiales.
- 2015, Mickeys Sudakas. Galería P Fine Art, José Ignacio.
- 2013, Pura strategia. CeArMo. Montevideo. Uy.
- 2012, El caso Di Maggio-Tabares (ni yo soy Laborde, ni tu eres Pombo). Una cuestión de estética barroco-policial. Espacio de Arte Contemporáneo EAC.
- 2011, Retratos. Oficina Proyectista. Buenos Aires.
- 2010, Retratos. La Lupa. Montevideo.
- 2009, Periferia. La Pasionaria, Montevideo.
- 2009, Tabares. Museo Solari. Río Negro.
- 2008, Tokio y Mick. Museo de San José de Mayo.
- 2007, Yunque. Instituto Goethe. Montevideo.
- 2007, King Crimson. Galería Crimson. Buenos Aires.
- 2006, REMIX. Sala mayor del Centro de exposiciones Subte, Montevideo.
- 2003, La Clínica. Colección Engelman-Ost.
- 2002, Después de la tormenta. Cabildo de Montevideo.
- 2001, García’s Loops. Galería Lezlan Keplot.
- 2000, Collages placenteros. Espacio Vignolo, Montevideo.
- 2000, SUPER. Colección Engelman-Ost. Montevideo. Uy.
- 1997, Mosaicos y Pinturas. Galería Arte & Fato. Porto Alegre.
- 1996, Soltando os bichos. Galería Arte & Fato. Porto Alegre.
- 1996, Gustavo Tabares. Casa de Cultura Mario Quintana. Porto Alegre.
- 1994, Destructivismo. Museo Juan Manuel Blanes.
- 1991, Tabares. Galeria Passos. Porto Alegre.
- 1991, Gustavo Tabares. Museo de Arte Contemporáneo, Montevideo.